# Wangniudun
Wangniudun är en köping i sydöstra  Kina.  Den ligger i staden Dongguan i provinsen Guangdong, omkring 40 kilometer öster om provinshuvudstaden Guangzhou. Antalet invånare är 84 786. Befolkningen består av 38 791 kvinnor och 45 995 män. Barn under 15 år utgör 11,0 %, vuxna 15-64 år 82 %, och äldre över 65 år 5,0 %.